# Hypotrichia
Los hipotricos (Hypotrichia, gr. "pelos por debajo") son un grupo de protistas del filo Ciliophora, incluido en Spirotrichea. La mayoría son de forma oval, con un pellicle rígido, y presentan cirros distribuidos en penachos aislados por la superficie ventral de la célula. Algunos también tienen cilios dorsales que funcionan como cerdas sensoriales. Géneros comunes son Euplotes y Aspidisca. Como otros ciliophora, los hipotricos se reproducen por división celular y conjugación.
Hypotrichia fue primero definido por Friedrich von Stein en 1859. Stichotricha, que también tienen cirros, fueron incluidos originalmente aquí, y separados más tarde por Small y Lynn en 1981, que los situaron en Nassophorea debido a varias particularidades en su infraciliatura. Sin embargo, esquemas más recientes revierten este movimiento, y algunos estudios moleculares sugieren que puedan ser parafiléticos a los Stichotrichia tal como se definen actualmente.

## Galería
- Movimiento de Euplotes
- Movimiento de Euplotes

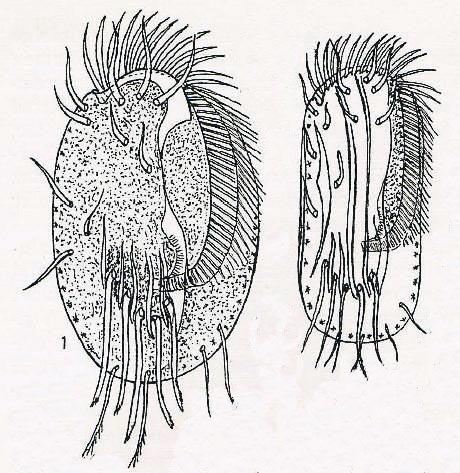
Dibujo de Euplotes harpa y E. extensum
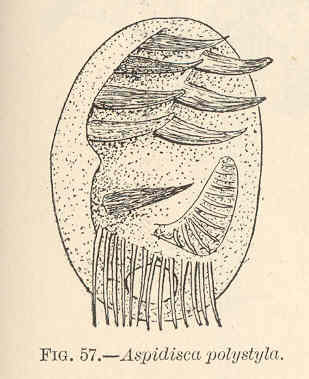
Dibujo de Aspidisca polystyla
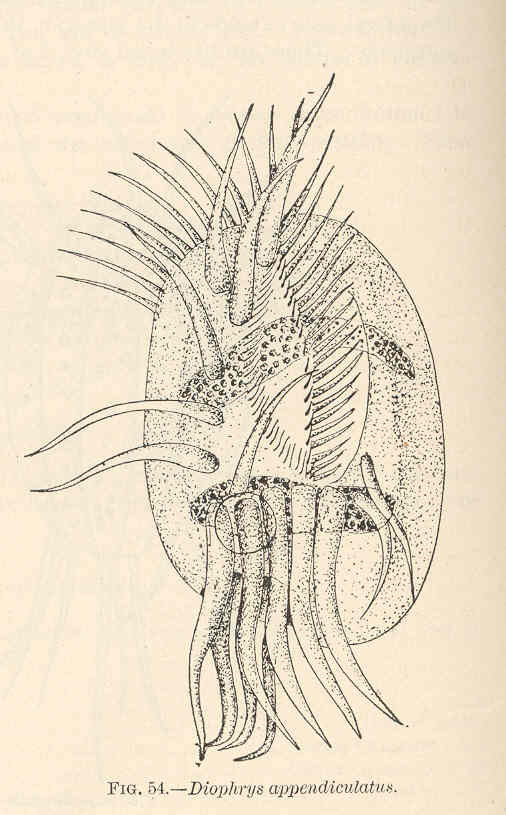
Dibujo de Diophrys appendiculatus
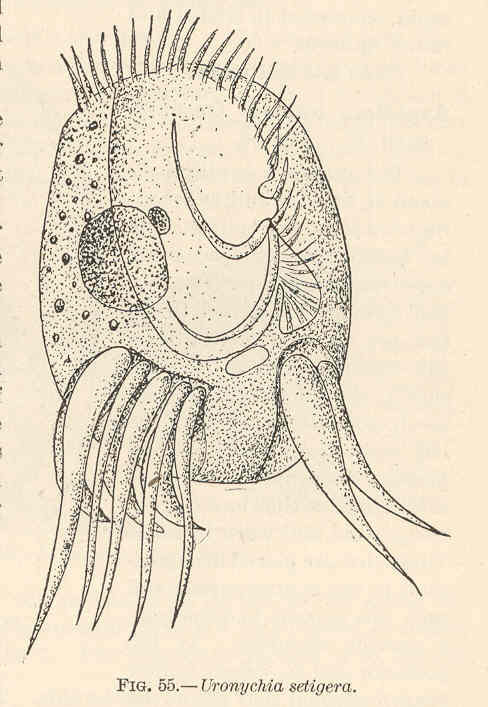
Dibujo de Uronychia setigera